# Radisleben
Radisleben este un cartier al orașului Ballenstedt din landul Saxonia-Anhalt, Germania. Până în 2009 a fost o comună.